# أنتوني كوتي
أنتوني ريتشارد كوتي (بالإنجليزية: Antony Richard Cottee)‏ (مواليد 11 يوليو 1965) هو لاعب كرة قدم إنجليزي سابق ، كان يلعب في مركز الهجوم.

## بطولات وإنجازات اللاعب

### على مستوى الأندية

#### سلاغور
- كأس الاتحاد الماليزي لكرة القدم: 1997

#### ليستر سيتي
- كأس رابطة الأندية الإنجليزية المحترفة: 2000

### على مستوى المنتخبات

#### إنجلترا
- كأس راوس: 1989

### على المستوى الفردي
- جائزة جمعية لاعبي كرة القدم المحترفين لأفضل لاعب شاب في الدوري الإنجليزي الممتاز: 1985–86

## روابط خارجية
- أنتوني كوتي على موقع قاعدة بيانات كرة القدم.إي يو (الإنجليزية)
- أنتوني كوتي على موقع ناشيونال فوتبول تيمز (الإنجليزية)
- أنتوني كوتي على موقع Soccerbase.com (لاعب) (الإنجليزية)
- أنتوني كوتي على موقع Soccerway.com (الإنجليزية)
- أنتوني كوتي على موقع عالم كرة القدم.نت (الإنجليزية)

- Anthony Cottee